# Calendari de Gezer
El calendari de Gezer és una petita tauleta de pedra calcària amb inscripcions, que es troba al Museu de l'Antic Orient, un museu d'arqueologia de Turquia, amb la inscripció de Siloè i altres objectes arqueològics descoberts abans de la Primera Guerra Mundial. Hi ha una rèplica del calendari al Museu d'Israel.
Fou descoberta el 1908 per l'arqueòleg irlandès R. A. Stewart Macalister de la Fons per a l'Exploració de Palestina dins el context d'unes excavacions que es duien a terme a l'antiga ciutat cananea de Guèzer, a 30 quilòmetres de Jerusalem, a la regió de Judea. Està datada al voltant del segle X aC, malgrat hi ha certa incertesa ja què l'excavació no fou estratificada i la seva identificació durant les excavacions no es va donar en un «context arqueològic segur».
Els investigadors es troben dividits pel que fa a si l'idioma és fenici o hebreu, i si l'escriptura és fenícia o protocananea, o bé paleohebrea.

## Inscripció
El calendari està inscrit en una placa calcària i descriu períodes mensuals o bimensuals relacionats amb l'agricultura, i atribueix a cadascun una tasca, com la collita, plantar, o tenir cura de cultius específics. Els investigadors han especulat que el calendari podria ser un exercici de memòria d'un escolar, el text d'una cançó popular o una cançó infantil. Una altra possibilitat és què fos dissenyat per a la recaptació d'impostos als agricultors. L'escriba del calendari és probablement 'Abies', que significa «Yah —forma abreujada de Τετραγράμματον; Yahveh, Déu d'Israel en les escriptures hebrees— és el meu pare», i que apareix a la Bíblia fent al·lusió a diverses persones, entre elles un rei de Judà.

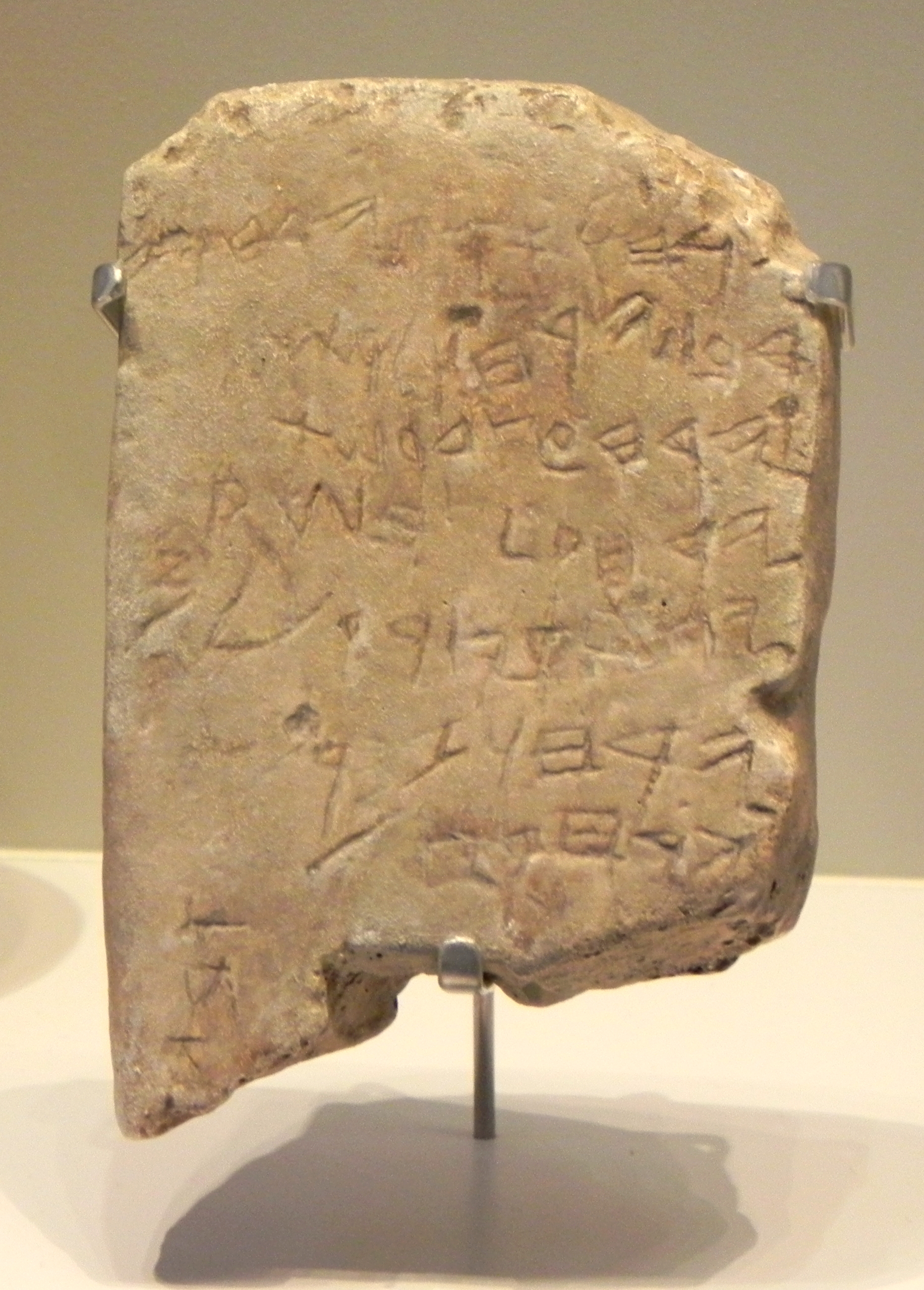
Replica del calendari de Gezer, al Museu d'Israel

Transcrit en hebreu, resa: 
ירחואספ ירחוז
רע ירחולקש
ירחעצדפשת
ירחקצרשערמ
ירחקצרוכל
ירחוזמר
ירחקצ
אבי (ה)
Traduït com:
Dos mesos de recol·lecció (setembre, octubre)
Dos mesos de sembra (novembre, desembre)
Dos mesos de sembra tardana (gener, febrer)
Un mes tallar el lli (març)
Un mes collir l'ordi (abril)
Un mes collir el gra (maig)
Dos mesos de poda (juny, juliol)
Un mes fruita d'estiu (agost)